# Tony Delsham
Tony Delsham, nom de plume d'André Pétricien, né le 4 février 1946 à Fort-de-France et mort le 16 juillet 2024 à Schœlcher, est un écrivain et journaliste français de Martinique.
Il est le rédacteur en chef de l'hebdomadaire Antilla et participe régulièrement à l'émission Dialogue avec la presse de KMT Télévision.

## Enfance
Né à Fort-de-France en février 1946 d'un père militaire, Tony Delsham est issu d'une famille originaire de Grand'Rivière mais effectue toute sa scolarité à Schœlcher.
À l'âge de 16 ans, il est l'un des plus jeunes organisateurs de spectacles publics à la Martinique. Il produit chaque jeudi Les Infidel'S, groupe rock et twist composé de lycéens âgés de treize à quinze ans et qui attire des milliers de spectateurs de toutes générations.
Après son bac en 1965, il pense à une carrière militaire mais abandonne cette idée après son passage au 40e régiment d'artillerie basé à Châlons-sur-Marne. À la même époque, il collabore à différents petits journaux de la région et s'intéresse aux mécanismes de la presse et de l'édition.

## Début du militantisme
En 1970, il rentre en Martinique et fait le constat de l'« aliénation de la pensée créole » qu'il attribue entre autres à la Radio télévision française et au quotidien France-Antilles,. Dès lors, Delsham n'a qu'un objectif : créer une structure permettant l'édition de romans et de livres, présentant un visage plus vrai de la Martinique.
En 1972, il crée les Éditions MGG (pour Martinique Guadeloupe Guyane), et lance un hebdomadaire d'information générale : Martinique Hebdo qui fusionne en 1975 avec Le Naïf. Il devient alors rédacteur en chef du Naïf jusqu'à sa démission en 1982,.
En 1990, il devient rédacteur en chef de l'hebdomadaire d'information générale Antilla,.
En 1999, les Éditions MGG deviennent Martinique Éditions,.
Il a écrit depuis de nombreux livres qu'il met un point d'honneur à éditer en Martinique.